# Liguilla Pre-Libertadores (Perú)
La Liguilla Pre-Libertadores, Pre-Libertadores o simplemente Liguilla fue un torneo del fútbol peruano que otorgaba al ganador el derecho a participar de la Copa Libertadores de América, y en algunos casos también en la antigua Copa Conmebol. Se jugó luego de la época de los Campeonatos Regionales del Perú, como parte del nuevo formato de Torneo Descentralizado. Desde 1992 a 1997, se jugó ininterrumpidamente este mini-torneo, a excepción de 1995 en donde se definió a partido único el representante peruano para la Copa Libertadores. 
A partir del Campeonato Descentralizado 1998, los equipos peruanos para la Copa Libertadores fueron designados a los ganadores de los torneos cortos: Torneo Apertura y Torneo Clausura. En caso un club hubiese ganado ambos certámenes, clasificaba directamente el campeón a la Libertadores y el segundo representante se definía por puntaje acumulado o partido extra único.

## Liguillas jugadas
Se jugaron 5 ediciones de las Liguillas Pre-Libertadores. Aunque las reglas fueron cambiando con los años, básicamente se agrupaban a los 4 o 6 mejores equipos (después del campeón) del Torneo Descentralizado para a jugar todos contra todos. A pesar de que en varios torneos participaron equipos provincianos, todos los partidos de las Liguillas se jugaron en el Estadio Nacional de Lima.
Los clubes participantes empezaban con puntaje de cero, a excepción del segundo lugar del Descentralizado que obtenía un punto de bonificación.

### Liguilla Pre-Libertadores 1992
Después del campeón, Universitario, los equipos con mayor puntaje fueron: Sporting Cristal, Melgar, Sport Boys, Alianza Lima y Cienciano. Además, Ovación Sipesa clasificó a la Liguilla como ganador del Torneo Zonal de aquel año. Todos los partidos se jugaron en Lima.
| Posición | Equipo             | PJ | PG | PE | PP | GF | GC | PTOS |
| -------- | ------------------ | -- | -- | -- | -- | -- | -- | ---- |
| 1        | Sporting Cristal * | 5  | 3  | 2  | 0  | 12 | 5  | 9    |
| 2        | Ovación Sipesa     | 5  | 3  | 0  | 2  | 12 | 10 | 6    |
| 3        | Alianza Lima       | 5  | 2  | 1  | 2  | 10 | 8  | 5    |
| 4        | Sport Boys         | 5  | 2  | 1  | 2  | 9  | 7  | 5    |
| 5        | Melgar             | 5  | 2  | 0  | 3  | 4  | 9  | 4    |
| 6        | Cienciano          | 5  | 1  | 0  | 4  | 6  | 14 | 2    |

### Liguilla Pre-Libertadores 1993
| Partidos         |           |                  |            |
| Oponentes        | Oponentes | Oponentes        | Resultados |
| Sporting Cristal | -         | Sport Boys       | 7:0        |
| Alianza Lima     | -         | Deportivo Sipesa | 3:1        |
| Alianza Lima     | -         | Sporting Cristal | 1:2        |
| Sport Boys       | -         | Deportivo Sipesa | 4:3        |
| Alianza Lima     | -         | Sport Boys       | 2:0        |
| Sporting Cristal | -         | Deportivo Sipesa | 0:0        |

| P | Equipo           | PJ | PG | PE | PP | GF | GC | DG | Ptos. |
| - | ---------------- | -- | -- | -- | -- | -- | -- | -- | ----- |
| 1 | Sporting Cristal | 3  | 2  | 1  | 0  | 9  | 1  | +8 | 5     |
| 2 | Alianza Lima +   | 3  | 2  | 0  | 1  | 6  | 3  | +3 | 5     |
| 3 | Sport Boys       | 3  | 1  | 0  | 2  | 4  | 12 | –8 | 2     |
| 4 | Deportivo Sipesa | 3  | 0  | 1  | 2  | 4  | 7  | –3 | 1     |

+: Alianza Lima recibió 1 punto extra por haber quedado segundo en el Torneo Descentralizado.
Play-off Liguilla Pre-Libertadores
| Alianza Lima | 1 (5) - 1 (4) | Sporting Cristal |
| Alianza Lima se consagra subcampeón nacional y clasifica a la Copa Libertadores 1994, mientras que Sporting Cristal quedó tercero y clasifica a la Copa Conmebol 1994. |               |                  |

### Liguilla Pre-Libertadores 1994
Sporting Cristal fue el ganador del Torneo Descentralizado. Universitario obtuvo el segundo mayor puntaje, por lo que acumuló un punto de bonificación y la clasificación directa a la Liguilla. Los siguientes 6 equipos en la clasificación tuvieron que disputarse un puesto en la Liguilla.
Pre-Liguilla
| Local ida           | Local vuelta        | Resultado ida | Resultado vuelta | Resultado global |
| ------------------- | ------------------- | ------------- | ---------------- | ---------------- |
| Melgar              | Alianza Lima        | 1 - 0         | 0 - 2            | 1 - 2            |
| León de Huánuco **  | Ciclista Lima       | 0 - 0         | 2 - 2            | 2 - 2            |
| Deportivo Sipesa ** | Deportivo Municipal | 1 - 1         | 2 - 2            | 3 - 3            |

Liguilla
| Posición | Equipo           | PJ | PG | PE | PP | GF | GC | PTOS |
| -------- | ---------------- | -- | -- | -- | -- | -- | -- | ---- |
| 1        | Alianza Lima     | 3  | 2  | 1  | 0  | 5  | 2  | 5    |
| 2        | Deportivo Sipesa | 3  | 1  | 2  | 0  | 4  | 3  | 4    |
| 3        | León de Huánuco  | 3  | 1  | 0  | 2  | 6  | 8  | 2    |
| 4        | Universitario *  | 3  | 0  | 1  | 2  | 4  | 6  | 2    |

### Liguilla Pre-Libertadores 1996
Sporting Cristal obtuvo el título nuevamente, Alianza Lima fue su escolta en puntos con lo que clasificó a la Liguilla directamente y con un punto de bonificación. Los 6 equipos que seguían en puntaje lucharon por un cupo.
Pre-Liguilla
| Local ida          | Local vuelta    | Resultado ida | Resultado vuelta | Resultado global |
| ------------------ | --------------- | ------------- | ---------------- | ---------------- |
| Unión Minas        | Universitario   | 0 - 0         | 0 - 3            | 0 - 3            |
| Deportivo Pesquero | Sport Boys      | 2 - 0         | 1 - 1            | 3 - 1            |
| Cienciano          | Atlético Torino | 5 - 1         | 0 - 1            | 5 - 2            |

Liguilla
| Posición | Equipo             | PJ | PG | PE | PP | GF | GC | PTOS |
| -------- | ------------------ | -- | -- | -- | -- | -- | -- | ---- |
| 1        | Alianza Lima *     | 3  | 2  | 1  | 0  | 8  | 2  | 8    |
| 2        | Universitario      | 3  | 2  | 1  | 0  | 8  | 2  | 7    |
| 3        | Deportivo Pesquero | 3  | 0  | 1  | 2  | 5  | 9  | 1    |
| 4        | Cienciano          | 3  | 0  | 1  | 2  | 3  | 11 | 1    |

### Liguilla Pre-Libertadores 1997
Se cambió el formato del Campeonato Peruano por los de torneos cortos: Aperturas y Clausuras. Cada torneo corto otorgaba un cupo a la Copa Libertadores, pero como Alianza Lima obtuvo ambos torneos disputados ese año, se jugó nuevamente una Liguilla para definir al segundo clasificado.
Se volvió a jugar con los 6 equipos con mejor puntaje acumulado, pero esta vez, no hubo punto de bonificación al segundo lugar en puntaje.
| Posición | Equipo              | PJ | PG | PE | PP | GF | GC | PTOS |
| -------- | ------------------- | -- | -- | -- | -- | -- | -- | ---- |
| 1        | Sporting Cristal    | 5  | 4  | 1  | 0  | 9  | 1  | 13   |
| 2        | Universitario       | 5  | 2  | 2  | 1  | 12 | 4  | 8    |
| 3        | Melgar              | 5  | 2  | 2  | 1  | 4  | 4  | 8    |
| 4        | Cienciano           | 5  | 2  | 0  | 3  | 8  | 10 | 6    |
| 5        | Alianza Atlético    | 5  | 1  | 2  | 2  | 8  | 11 | 5    |
| 6        | Deportivo Municipal | 5  | 0  | 1  | 4  | 5  | 16 | 1    |

|  | Clasifica a Copa Libertadores 1998. |
|  | Clasifica a Copa Conmebol 1998.     |

## Palmarés
| Año  | Ganador          |
| 1992 | Sporting Cristal |
| 1993 | Alianza Lima     |
| 1994 | Alianza Lima     |
| 1996 | Alianza Lima     |
| 1997 | Sporting Cristal |